# Judo en los Juegos Olímpicos de Los Ángeles 2028
El torneo de judo en los Juegos Olímpicos de Los Ángeles 2028 se realizará en el Centro de Convenciones de Los Ángeles de Downtown Los Ángeles en julio de 2028.